# Jiří Bílek (historik)
Jiří Bílek (4. ledna 1948 Teplice – 10. října 2020) byl český historik a dlouholetý pracovník Vojenského historického ústavu Praha. Publikoval řadu knih a studií s vojenskou tematikou, například na stránkách časopisu Historie a vojenství (HaV). Mimo jiné se dlouhodobě věnoval tématu komunistických Pomocných technických praporů (PTP). Obsáhle se věnoval i psaní literatury faktu, nebo detektivek. Byl oceněn Cenou Egona Erwina Kische a byl dvojnásobným držitelem Ceny Miroslava Ivanova, přičemž druhou cenu získal roku 2010 za celoživotní dílo.

## Život
Narodil se roku 1948 v Teplicích. Absolvoval Filozofickou fakultu Univerzity Karlovy v oboru archivnictví a pomocné vědy historické. Následně se věnoval dějinám válek a vojenského umění. Dizertační práci napsal o meziválečném československém opevnění. Roku 1976 nastoupil do Vojenského historického ústavu (tehdy součást Hlavní politické správy Československé lidové armády), kde musel své odborné zaměření změnit na historii československé armády po roce 1945.
Po pádu komunistického režimu v roce 1989 a s ním spojené proměně ústavu se Jiří Bílek mohl věnovat dříve zapovězeným tématům. Velmi významné byly například jeho výzkumy o vzniku a fungování Pomocných technických praporů a o osudech jejich příslušníků. PTP věnoval hned několik monografií a studií. Mnoho let také spolupracoval se Svazem PTP. Zdaleka se však neomezoval jen na toto téma. Psal například o československo-polském sporu o Těšínsko v roce 1945, půvobení československé armády v únoru 1948 a během měnové reformy 1953, nebo o založení Varšavské smlouvy. Zapojoval se i do odborných debat, například o orální historii.

## Ocenění
- Cena Miroslava Ivanova (kategorie IV) – za soubor studií v revue Přísně tajné (2003)
- Cena Egona Erwina Kische – za dílo Hádanky naší minulosti (2005)
- Cena Miroslava Ivanova – za celoživotní dílo (2010)

## Dílo (výběr)
- Státní terorismus USA (1987, spoluautor Vladislav Rybecký)
- Evropská stálá opevnění 1918–1945 (1988)
- Trojúhelník záhad a legend (1990)
- Pomocné technické prapory (1992)
- Pétépáci aneb Černí baroni úplně jinak (1996)
- Pomocné technické prapory: o jedné z forem zneužití armády k politické perzekuci (2002)
- Úhlavní přátelé (spoluautoři Karel Richter, Roman Cílek)
- Od knížecí družiny k posádkovému městu: Praha vojenská od nejstarších dob po současnost (2006)
- Československá lidová armáda v koaličních vazbách Varšavské smlouvy (2008)
- Vojenské fanfáry nad Vltavou (spoluautoři Milan Hodík, Bohumil Pešek)
- Ve vzduchu, na zemi i ve vodě (2009)
- Bílá místa české historie 1 (2010)
- Reprezentujeme armádu, Prahu i svou vlast (2010)
- Vojáci druhé kategorie (2010)
- Bílá místa české historie 2 (2011)
- Kyselá těšínská jablíčka: Československo-polské konflikty o Těšínsko 1919, 1938, 1945 (2011)
- Bílá místa české historie 3 (2012)
- Bílá místa české historie 4 (2015)
- Bílá místa české historie 5 (2018)
- Sedm desetiletí s Ústřední hudbou Armády České republiky : tóny, které zná celý svět (2018)
- Československé legie na frontách I. světové války (2018)
- Věk menhirů v Čechách (2020)